# 宗炳
宗炳（そう へい、375年 - 443年）は、東晋から南朝宋にかけての隠者。字は少文。本貫は南陽郡涅陽県。

## 経歴
宗繇之と師氏のあいだの子として生まれた。母の師氏に学問を受け、師氏が亡くなると、礼の規定を超えて喪に服した。東晋の荊州刺史の殷仲堪や桓玄に主簿として召され、秀才に挙げられたが、就任しなかった。劉裕が劉毅を討ち、荊州を領有すると、宗炳は劉裕に主簿として召されたが、応じなかった。廬山に入り、慧遠に文意を尋ねただした。兄の宗臧が南平郡太守となると、宗炳は兄とともに荊州に帰り、江陵の三湖に自宅を建てて住んだ。劉裕に太尉参軍として召されたが、就任しなかった。2人の兄が早逝し、その孤児たちの数は多かったが、家は貧しく蓄えがなかったため、宗炳は稼ぎに精を出すようになった。劉裕はたびたび宗炳を支援しようとしたが、宗炳はいずれも受けようとしなかった。また劉裕は宗炳を太尉掾として辟召しようとしたが、宗炳はやはり応じなかった。
宋が建てられると、宗炳は太子舎人として召されたが、就任しなかった。元嘉初年、通直郎として召されたが、受けなかった。劉劭が皇太子に立てられると、宗炳は太子中舎人や太子中庶子として召されたが、いずれも応じなかった。このころ妻の羅氏を失って、宗炳は深く悲しんだ。衡陽王劉義季が荊州刺史となると、宗炳はその下で諮議参軍となるよう命じられたが、従わなかった。
宗炳は山水を好み、遠遊を愛して、西は巫峡を渡り、南は衡山に登った。病のために江陵に帰り、老病を嘆きつつ、観道と臥遊に志した。また宗炳は弾琴を得意とし、「金石弄」の古曲を文帝の派遣した楽師の楊観に伝えた。
元嘉20年（443年）、死去した。享年は69。文集15巻が編纂されて通行した。

## 子女
- 宗朔（南譙王劉義宣の下で車騎参軍）
- 宗綺（江夏王劉義恭の下で司空主簿）
- 宗昭（郢州治中）
- 宗説（正員郎）
- 宗繁（西中郎諮議参軍）

## 伝記資料
- 『宋書』巻93 列伝第53
- 『南史』巻75 列伝第65